# Kamenín
Kamenín es un municipio del distrito de Nové Zámky en la región de Nitra, Eslovaquia, con una población estimada a final del año 2024 de 1438 habitantes.
Se encuentra ubicado al sur de la región, cerca de los ríos Nitra y Hron (cuenca hidrográfica del Danubio) y de la frontera con Hungría.

## Demografía
| Año        | 1994 | 2004    | 2014    | 2024    |
| ---------- | ---- | ------- | ------- | ------- |
| Población  | 1540 | 1502    | 1487    | 1438    |
| Diferencia |      | −2,46 % | −0,99 % | −3,29 % |

| Año        | 2023 | 2024    |
| ---------- | ---- | ------- |
| Población  | 1450 | 1438    |
| Diferencia |      | −0,82 % |